# Cyphonisia itombwensis
Cyphonisia itombwensis är en spindelart som beskrevs av Benoit 1966. Cyphonisia itombwensis ingår i släktet Cyphonisia och familjen Barychelidae.
Artens utbredningsområde är Kongo. Inga underarter finns listade i Catalogue of Life.